# Khemeïa
Khemeïa est un groupe de metal français, originaire de Fleurance, dans le Gers. Le groupe ne donne plus signe de vie depuis la sortie de l'album Melhadenso en 2007.

## Biographie
Le groupe est formé en 2001 à Fleurance, de la rencontre de Eric (actuel sonorisateur live) et Laurent (actuel guitariste), Khemeïa connait plusieurs refontes avant d'arriver à la formation actuelle. Le nom Khemeïa (du grec ancien, à l'origine des mots « alchimie » et « chimie ») rappelle un temps où science et magie n'étaient pas opposés, où l'expérimentation allait de pair avec les savoirs intuitifs et ancestraux, dans la quête du secret de la transmutation des métaux les plus lourds en corps subtils.
Après deux EP auto-produits (Khemeïa en 2002 et Sok en 2004), et de nombreux concerts, Khemeïa sort en 2007 l'album Melhadenso, mixé et masterisé par Yannick Tournier (Psykup, Agora Fidelio, Leiden,...). Il est positivement accueilli par la presse spécialisée,,. Le groupe est lauréat Envie d'agir en 2006, et se produit dans ce cadre au Printemps de Bourges 2007.
Le groupe ne donne plus signe de vie depuis la sortie de l'album Melhadenso en 2007.

## Style musical
À la croisée des chemins, Khemeïa développe un metal fusionnel qui s'affranchit des frontières musicales et joue d'une palette de couleurs et d'émotions variées. Les influences sont variées et vont du rock (Tool, Magma, Sepultura, System of a Down), aux musiques du monde (Nusrat Fateh Ali Khan, chant diphonique de Mongolie). Les paroles du groupe sont chantées en mongol.
Le combo instrumental guitare/basse/batterie avance avec puissance et précision, et soutient un chant original, tout en contrastes inattendus. Celui-ci alterne des passages aériens, où les vocalises empruntent aux traditions de l'Inde et du Pakistan ou au chant diphonique de Mongolie, et des cris « rock » ou gutturaux. Tout cela crée un métissage de couleurs chaudes et rayonnantes face à un univers glauque, parfois violent : une alchimie source d'énergie.
C'est une musique en recherche, à la fois nomade et enracinée dans la terre, qui innove par des structures inhabituelles et spontanées, et par l'utilisation d'un nouveau langage qui fait de la voix un instrument de la musique.

## Apparitions et collaborations
Khemeïa partage la scène avec de nombreux groupes de la scène métal du sud ouest, notamment, Inside Conflict, Psykup, Delicatessen, Disphoria, Seaside, Leiden, Dazed, Zubrowska, Scorch, The A.R.R.S., Junkyards Birds, Tal K Mas, Explicit Clowns...

## Membres
- Jeremie Nechtschein - chant
- Laurent Baragnes - guitare
- Jean-Loup Ricaud - basse
- Fabien Escalle - batterie
- Juan - performance jonglage

## Discographie
- 2002 : Khemeïa (EP)
- 2004 : Sok (EP)
- 2007 : Melhadenso